# Aljoša Rezar
Aljoša Rezar (* 24. Februar 1983 in Celje) ist ein ehemaliger slowenischer Handballtorwart.
Der 1,89 Meter große und 80 Kilogramm schwere Torhüter stand bis 2011 bei RK Celje unter Vertrag, mit dem er 2003, 2004, 2005, 2006, 2007, 2008 und 2010 slowenischer Meister sowie 2004, 2006, 2007 und 2010 Pokalsieger wurde. Mit Celje spielte er im EHF-Pokal (2009/2010), im Europapokal der Pokalsieger (2002/2003) und in den Spielzeiten 2003/2004 bis 2009/2010 jeweils in der EHF Champions League. Zur Saison 2011/12 unterschrieb er einen 2-Jahres-Vertrag beim Bundesligisten VfL Gummersbach. Nach Ablauf der Saison 2012/13 verließ er den VfL und schloss sich dem französischen Verein Istres Handball an. Ab dem Sommer 2014 lief er für Tremblay-en-France Handball auf. Ab der Saison 2016/17 stand er bei USAM Nîmes unter Vertrag. Im Oktober 2017 wechselte er zum dänischen Erstligisten Bjerringbro-Silkeborg. Im Sommer 2020 schloss er sich dem deutschen Zweitligisten TuS N-Lübbecke an. Mit TuS N-Lübbecke stieg er 2021 in die Bundesliga auf. Nach der Saison 2021/22, in der Rezar mit 27 parierten Siebenmetern die meisten der Liga aufwies, aber auch mit dem TuS in die 2. Bundesliga abstieg, beendete er seine Karriere. Im April 2023 wurde Rezar nochmals reaktiviert, um den verletzungsbedingten Ausfall von Håvard Åsheim zu kompensieren.
Aljoša Rezar gehörte dem Kader der slowenischen Nationalmannschaft an und stand im Aufgebot für die Europameisterschaft 2010. Rezar bestritt 34 Länderspiele.